# Margine, Bihor
Margine (în maghiară Széltalló) este un sat în comuna Abram din județul Bihor, Crișana, România. Populația i-a spus întotdeauna "Marjini", deci oficial ar fi trebuit să fie scrisă Margini. Denumirea oficială nu a fost scrisă de un vorbitor nativ de limba română.

## Istoric
- Sit arheologic Natu (sec II-III)
- Sit arheologic Poini ( sec VII - VIII)
- Prima atestare scrisă a localității datează din anul 1406, când apare ca denumire Walachalis Zeltarlow.
- În 1808 - pe lângă denumirea Széltalló - în unele documente se găsește și Marsinye ~ Marzsinye.

Obiectiv turistic: 
- Biserica de lemn din Margine[1]
- Colinzi din Margine

## Date demografice
- La 1 ianuarie 2015 existau 501 locuitori, reprezentând sub 50% dintre câți locuiau în sat în anul 1960.
- Etnii: 100% români
- Confesiuni: Ortodocși: 498, Baptiști:  3.

## Personalități născute aici
- Ovidiu Drimba (n. 2 septembrie 1919, Margine – d. 29 aprilie 2015, București), istoric literar, profesor universitar. Fin de cununie al lui Lucian Blaga, a fost și asistentul său la catedră. A fost apoi Profesor Universitar la Institutul de Teatru București, Universitatea din București, Universitatea din Torino (Italia) și Universitatea Catolică din Milano. A publicat capodopera Istoria Culturii și Civilizatiei în 12 volume. A publicat monografii dedicate lui Leonardo da Vinci (singura în limba romană), Ovidiu, Rabelais, Federico Garcia Lorca, Istoria Teatrului Universal, Eseiști spanioli, Istoria literaturii universale etc.

Gavril Curteanu

- Gavril Curteanu (n. 4 septembrie 1936, Margine – d. 29 octombrie 2005, Oradea) eminent medic pediatru care în calitate de inspector al DSJ Bihor, pe probleme de pediatrie, a coordonat conceptual și ca realizare finală, între 1965 și 1969, Spitalul județean de copii, azi Spitalul Clinic Municipal Gavril Curteanu.

| See adjacent text                                                                                |
| Biserică de lemn construită în 1700. În Bihor nu există biserică de lemn mai veche de anul 1700. |

| See adjacent text                                               |
| Biserică Ortodoxă nouă, finalizată la 1956, fotografia din 2014 |

| See adjacent text                                                |
| Biserica Ortodoxă nouă, finalizată în 1956, fotografiată în 2014 |

| See adjacent text                         |
| Biserică Baptistă construită în anul 2000 |

| See adjacent text             |
| Barbații satului în anul 1919 |

| See adjacent text                                  |
| Elevii școlii din Margine în anul școlar 1935-1937 |

| See adjacent text                        |
| Adulți din Margine, fotografiati în 1965 |

| See adjacent text             |
| Pereche de miri din anul 1971 |

| See adjacent text                                 |
| Gospodărie construită în 1948 și renovată în 1992 |

| See adjacent text                                                                             |
| Imaginea satului Margine dinspre dealul de miazazi (Hiji) spre dealul de miazanoapte (Homnaj) |

1. ↑  Godea, Ioan (1978). Monumente Istorice din Eparhia Oradiei Județele Bihor, Sălaj, Satu-Mare  Bisericile de lemnBiserica Sf Arhangheli Mihail și Gavril din Margine. Oradea. p. 139 -142. line feed character în |titlu= la poziția 72 (ajutor)